# Château de Cult
Le château de Cult est un château situé à Cult, en France.

## Localisation
Le château est situé sur la commune de Cult, dans le département français de la Haute-Saône.

## Historique
L'édifice est inscrit au titre des monuments historiques en 1998.